# Enarthrocarpus
Enarthrocarpus es un género de fanerógamas perteneciente a la familia Brassicaceae. Comprende 14 especies descritas y de estas, solo 5 aceptadas.

## Descripción
Son  hierbas anuales con hojas liradas o divididas, ± hispidas, con pelos cortos y sencillos blanquecinas. Racimos cortos, subcorimbosos, a menudo bracteadas abajo, pierden rigor en la fruta. Flores de tamaño mediano, de color amarillo pálido, con pétalos veteados de color marrón o violeta. Sépalos abiertos,   casi iguales. Pétalos estrechamente obovadas. Glándulas de néctar laterales deprimidos, poco visibles; medias en forma de bastón u oblongas. El fruto es una silicua cilíndrica, biarticulada.

## Taxonomía
El género fue descrito por Jacques Julien Houtton de La Billardière y publicado en Icon. Pl. Syriae Dec. 5: 4. 1812.

## Especies aceptadas
A continuación se brinda un listado de las especies del género Enarthrocarpus aceptadas hasta septiembre de 2013, ordenadas alfabéticamente. Para cada una se indica el nombre binomial seguido del autor, abreviado según las convenciones y usos.
- Enarthrocarpus arcuatus Labill.
- Enarthrocarpus clavatus Delile ex Godr.
- Enarthrocarpus lyratus (Forssk.) DC.
- Enarthrocarpus pterocarpus (Pers.) DC.
- Enarthrocarpus strangulatus Boiss.